# Wenedykt Łewycki
Wenedykt Łewycki ukr. Венедикт Левицький, pol. Benedykt Rudolf Lewicki (ur. 28 marca 1783 w Iwanowcach, zm. 14 stycznia 1851 we Lwowie) – duchowny greckokatolicki, pedagog, działacz społeczny. Tajny radca (1847).

## Życiorys
Urodził się w rodzinie księdza greckokatolickiego Eustachego Łewyckiego i jego żony Katarzyny z Kulczyckich.
W 1802 ukończył gimnazjum we Lwowie, w latach 1803–1805 studiował filozofię i prawo na Uniwersytecie Lwowskim, a w latach 1805–1810 studiował w seminarium duchownym w Wiedniu. Święcenia kapłańskie przyjął w 1810.
W latach 1810–1815 był proboszczem soboru św. Jura, w latach 1815–1820 zastępcą rektora lwowskiego greckokatolickiego seminarium duchownego, od 1817 profesorem teologii moralnej Uniwersytetu Lwowskiego. W latach 1820–1824 i 1836–1838 był tymczasowym rektorem seminarium. Honorowy kanonik lwowski (od 1826 członek kryłosu), kilkakrotny dziekan wydziały teologii Uniwersytetu Lwowskiego (1829, 1831, 1839, 1843, 1847), rektor uniwersytetu w roku akademickim 1829/1830. W latach 1834–1848 był również cenzorem książek i widowisk teatralnych, znany z zakazu publikacji poetyckich almanachów ukraińskich Zoria, Rusałka Dnistrowaja, ukraińskiej gramatyki Josypa Łozynśkiego oraz wielu innych dzieł tworzącego się ukraińskiego ruchu narodowego. W latach 1848–1849 był członkiem Głównej Rady Ruskiej, przewodniczącym jej wydziału oświatowego i współzałożycielem Matycy Hałyćko-Ruskoj. Do 1848 decydował o kulturalnym i narodowym życiu Ukraińców w Galicji.